# Simon Bolivar Buckner mladší
Simon Bolivar Buckner mladší (18. července 1886 – 18. června 1945) byl americký generálporučík a syn proslulého Konfederačního generála a pozdějšího guvernéra Kentucky Simona Bolivara Bucknera staršího.

## Životopis
V roce 1908 nastoupil na vojenskou akademii ve West Pointu, kde dosáhl vynikajících výsledků. Studium ukončil absolutoriem v roce 1912 a byl přiřazen k pěchotě. V roce 1917 již v hodnosti kapitána složil pilotní zkoušky. V roce 1918 se však vrátil k pěchotě. Celou první světovou válku strávil v USA. V letech 1919 – 1923 sloužil na West pointu jako instruktor. O 10 let později byl jako plukovník jmenován velitelem celé akademie.
V červnu 1940 byl povýšen do hodnosti brigádního generála a stanul v čele amerického velitelství obrany Aljašky s úkolem odrazit případnou japonskou invazi. Po japonském vylodění na Aleutských ostrovech v roce 1942 sehrál klíčovou roli při jejich znovudobytí v květnu 1943 (ostrovy Attu a Kiska). V červnu 1944 byl povýšen do hodnosti Generálporučíka.
Především se však stal známý jako velitel americké 10. armády, která 21. června 1945 po posledních bojích druhé světové války obsadila silně bráněný Japonský ostrov Okinawa. Tři dny před ukončením bojů se však stala tragédie. Simon Bolivar Buckner mladší se stal nejvyšším americkým důstojníkem, který padl v Tichomoří, když se jeho velitelství na Okinawě stalo obětí dělostřeleckého přepadu. Ačkoliv se téměř nikomu nic nestalo, Buckner byl těžce raněn roztříštěným šrapnelem. Později zemřel v polní nemocnici. Posmrtně byl povýšen do hodnosti armádního generála.
Je pohřben v rodinné hrobce na Frankfortském hřbitově v Kentucky.